# 475
475 (CDLXXV) je bilo navadno leto, ki se je po julijanskem koledarju začelo na sredo.

## Dogodki
- 1. januar

## Smrti
Neznan datum
- Teodemir, kralj Ostrogotov (* ni znano)